# 안드레스베요시

안드레스베요 시의 위치

안드레스베요시(스페인어: Andrés Bello)는 베네수엘라 미란다 주의 지방 자치체로 행정 중심지는 산호세데바를로벤토이며 면적은 114km2, 인구는 25,208명(2007년 기준)이다.